# Maurice Sand
Maurice Sand, właśc. Jean-François-Maurice-Arnauld, baron Dudevant (ur. 30 czerwca 1823 w Paryżu, zm. 4 września 1889 w Nohant-Vic) – francuski grafik i pisarz.

## Życiorys
Był synem pisarki i feministki George Sand, po której przybrał pseudonim. Przymierzał się do malarstwa, geologii oraz biologii. Był uczniem Eugène’a Delacroix.

## W kulturze
W dramacie z 2002 Chopin. Pragnienie miłości rolę Maurice’a zagrał Adam Woronowicz.

## Prace
- Callirhoé, Paris, M. Lévy frères, 1864
- Catalogue raisonné des lépidoptères du Berry & de l’Auvergne, Paris, E. Deyrolle 1879
- George Sand et le Théâtre de Nohant, Paris, les Cent une, 1930
- La Fille du singe, Paris, P. Ollendorff, 1886
- Le Coq aux cheveux d’or, Paris, Librairie Internationale, 1867
- Le Québec : lettres de voyage, 1862 ; réimp. Paris, Magellan & Cie, 2006
- Le Théâtre des marionnettes, Paris, Calmann Lévy, 1890
- L’Atelier d’Eugène Delacroix de 1839 à 1848, Paris, Fondation George et Maurice Sand, 1963
- L’Augusta, Paris, Michel Lévy frères, 1872
- Mademoiselle Azote. André Beauvray, Paris, Lévy, 1870
- Mademoiselle de Cérignan, Paris, Michel-Lévy frères, 1874
- Masques et bouffons (comédie italienne), texte et dessins, préf. George Sand, 1860
- Miss Mary, Paris, Michel Lévy frères, 1868
- Raoul de la Chastre : aventures de guerre et d’amour, Paris, M. Lévy frères, 1865
- Recueil des principaux types créés avec leurs costumes sur le théâtre de Nohant, [S.l. s.n.], 1846-1886
- Six mille lieues à toute vapeur, Paris, M. Lévy frères, 1873 ; réimp. Paris, Guénégaud, 2000
- Le Monde des Papillons, préface de George Sand, suivi de l’Histoire naturelle des Lépidoptères d’Europe par A. Depuiset. Paris, Rothschild, 1867